# Zitronen-Monarde
Die Zitronen-Monarde (Monarda citriodora), auch Duftende Indianernessel, Indianerminze, Präriebergamotte,  Präriegoldmelisse und Zitronengoldmelisse genannt, ist eine Pflanzenart aus der Gattung Monarde (Monarda) in der Familie der Lippenblütler (Lamiaceae).

## Merkmale
Die Zitronen-Monarde ist eine aufrechtwachsende, einjährige bis ausdauernde krautige Pflanze, die Wuchshöhen von 15 bis 80 Zentimeter erreicht. Die gegenständigen Laubblätter sind einfach und schmal. Der Blattrand ist gezähnt.
Die Blüten stehen in mehreren Wirteln zusammen. Die Enden der laubblattähnlichen, weißen bis rosa Hochblätter sind begrannt. Die zwittrigen Blüten sind zygomorph und fünfzählig. Der 14 bis 18 Millimeter lange Kelch endet mit fünf 4 bis 8 Millimeter langen Kelchzähne. Die Krone ist weiß oder rosa, purpurfarbene Punkte sind nicht vorhanden. Die Bestäubung erfolgt meist durch Bienen; diese Art ist selbstfertil.
Die Blütezeit reicht von Juni bis August.

## Vorkommen
Die Zitronen-Monarde kommt in den mittleren und südlichen USA sowie in Nord-Mexiko an Kalksteinhängen vor.

## Systematik
Man kann drei Varietäten unterscheiden:
- Monarda citriodora var. austromontana (Epling) B.L.Turner (Syn.: Monarda austromontana Epling): Sie kommt in Mexiko und von Arizona bis New Mexico vor.[1]
- Monarda citriodora var. citriodora: Sie kommt von Utah bis Arkansas und dem nordöstlichen Mexiko vor.[1]
- Monarda citriodora var. parva Scora: Sie kommt im südöstlichen Texas vor.[1]

## Nutzung
Die Zitronen-Monarde wird selten als Zierpflanze in Sommerblumenbeeten kultiviert. 
Die Blätter können roh und gegart gegessen werden. Sie haben einen zitronigen Geschmack. Das ätherische Öl kann als Repellent gegen stechende Insekten eingesetzt werden.
In den USA wird sie darüber hinaus als Duftpflanze, Tee und Insektizid genutzt.